# Thor Pedersen (wioślarz)
Thor Inge Oluf Pedersen-Spoksanger (ur. 31 sierpnia 1924 w Bergen, zm. 15 sierpnia 2008 w Gräsmark) – norweski wioślarz, brązowy medalista olimpijski.
Wystąpił na igrzyskach olimpijskich w Londynie w 1948 roku, gdzie Norwegowie w składzie: Kristoffer Lepsøe, Thorstein Kråkenes, Hans Hansen, Halfdan Gran Olsen, Harald Kråkenes, Leif Næss, Thor Pedersen, Carl Monssen i Sigurd Monssen (sternik) wywalczyli srebrny medal w ósemkach. W finale o 13,6 sekundy przegrali z osadą Stanów Zjednoczonych, a o 3,4 sekundy szybsi byli Brytyjczycy. Był to jego jedyny start olimpijski.